# 桃橋由
桃橋 由（ももはし ゆう、3月3日 - ）は、日本の女性声優。宮城県出身。アセンブルハート所属。

## 略歴
2023年9月に株式会社リトルボイスへ所属。
2023年9月28日に声優アイドル総合プロジェクト「ツボミシンフォニー」のユニット「freak and C」のメンバーとして活動を開始。
2024年8月31日をもって、契約満了のためリトルボイスを退所したことを自身のSNSにて報告。
2024年10月1日よりアセンブルハートへの移籍を自身のSNSで発表した。

## 人物
趣味はカラオケ、音楽鑑賞、ゲーム。特技としてダンスを挙げている。

## 出演

### テレビアニメ
- ワンルーム、日当たり普通、天使つき。（2024年、メイドA）
- BanG Dream! Ave Mujica（2025年、生徒B、ファンA）